# Bob Lewandowski
Bronisław Robert „Bob” Lewandowski (ur. 13 maja 1920 w Piotrkowie, zm. 16 września 2006 w Chicago) – polski dziennikarz radiowy i telewizyjny, aktor i działacz polonijny.

## Życiorys
Urodził się w Piotrkowie (obecnie Piotrków Kujawski). Przed II wojną światową rozpoczął studia w Państwowym Instytucie Sztuki Teatralnej w Warszawie, które ukończył podczas wojny, gdy PIST działał w konspiracji.
Będąc żołnierzem Armii Krajowej zgrupowania „Żywiciel” brał udział w powstaniu warszawskim w 1944, a także był autorem powstańczej piosenki Marsz Żoliborza. Po klęsce powstania trafił do kilku niemieckich obozów jenieckich, gdzie zostaje uwolniony przez wojska alianckie. Zorganizował jedną z czołówek artystycznych przydzielonych do polskiej YMCA, działającej przy I Dywizji Pancernej gen. Stanisława Maczka. Następnie wyjechał do Anglii, gdzie pracował dla brytyjskiej YMCA. 
Od 1951 przebywał w Stanach Zjednoczonych, początkowo w Nowym Jorku, Detroit, a od 1953 w Chicago, gdzie redagował programy radiowe w stacji WHFC i 1240 WSBC. Studiował przez dwa lata dziennikarstwo telewizyjne w Columbia College Chicago. W 1957 został zaangażowany przez sieć telewizyjną ABC, gdzie przez 4 lata redagował program rozrywkowy Polka-go-Around, a później Press International, który otrzymał nominację do nagrody Emmy. W 1964 był twórcą pierwszego w Stanach Zjednoczonych polskojęzycznego programu telewizyjnego The Bob Lewandowski Show, emitowanego przez WCIU-TV na kanale 26 dla widzów w Chicago, Milwaukee i South Bend. 
W 1977 zagrał w filmie Kochaj albo rzuć, trzeciej części filmowych trylogii Sami swoi, rolę mieszkającego w Chicago adwokata pochodzenia polskiego o nazwisku Wrzesień, zmuszonego do zmiany nazwiska na September. Przez wiele lat był aktorem w teatrze „Nasza Reduta” w Chicago.
Był członkiem Kongresu Polonii Amerykańskiej. Jako jedyny polski dziennikarz i twórca telewizyjny został członkiem Silver Circle („Srebrnego Kręgu”) amerykańskiej National Academy of Television Arts and Sciences (od 2003). Był także dożywotnim członkiem tej organizacji.
Angażował się również społecznie, m.in. na rzecz „Solidarności”, dzieci w Polsce i w krajach byłego Związku Radzieckiego oraz celów religijnych.
Pod koniec życia poruszał się na wózku inwalidzkim.
Zmarł w nocy z 14 na 15 września 2006 w Chicago na zawał serca. 21 września został pochowany na Cmentarzu św. Wojciecha w Niles.